# 서릉
서릉(徐陵, 507년 ∼ 583년)은 시집 편집자이다. 자가 효목(孝穆)이며, 동해 사람이다.

## 생애
양나라 때 원외산기상시(員外散騎常侍)를 역임한 서초지(徐超之)의 손자이자, 태자좌위솔(太子左衛率)을 지낸 서이(徐摛)의 아들로서, 소강의 취지에 따라 이 선집 ≪옥대신영≫을 편찬한 사람이다. 8세 때 글을 지을 수 있었고, 12세 때에는 ≪장자≫·≪노자≫ 등의 뜻에 통달했으며, 장성해서는 사적들을 두루 섭렵해 구변에 막힘이 없었다. 보통 2년(521)에 진안왕 소강이 평서장군녕만교위(平西將軍寧蠻校尉)가 되었을 때, 서이는 소강의 참모가 되었는데, 소강이 서릉으로 하여금 영만부군(寧蠻府軍)의 일에 참여토록 했다. 소강이 태자가 되자, 서릉은 동궁학사로 뽑혔다. 이후 다시 남평왕부행참군(南平王府行參軍)과 통직산기시랑(通直散騎侍郞)을 역임했다. 소강이 동궁에 있을 때, 자신이 지은 ≪장춘전의기(長春殿義記)≫의 서문을 그에게 쓰도록 했으며, 또 자신의 저술인 ≪장자의(莊子義)≫를 강술하게 했다. 이 선집 역시 당시에 편찬된 것으로 보인다.
태청 2년(548)에는 통직산기상시(通直散騎常侍)를 겸직했으며, 이때 사신으로 북조 동위에 갔다가 억류되었다. 후에 강릉이 서위 및 북제에 의해 함락되어 원제가 피살되자, 이에 왕승변(王僧辯)·진패선(陳覇先)이 소역의 아들 소방지를 건강에서 임금으로 옹립했는데, 이때 북제에서는 양조 종실인 소연명(蕭淵明)을 양의 후사로 보내매 비로소 사신으로 따라 돌아와 상서이부랑(尙書吏部郞)이 되었다.
후에 양나라는 진패선에 의해 찬탈당하게 되는데(557), 그는 진(陳)나라에서도 벼슬해 산기상시(散騎常侍)가 되었으며, 이후 계속해 문제 때는 오병상서(五兵尙書)·어사중승·이부상서 등을 역임했고, 선제 때는 상서우복야·좌복야를 역임했으며, 후주(後主) 때는 좌광록대부·태자소부 등을 역임해 인신(人臣)으로서는 최고의 영화를 누리다가 지덕(至德) 원년(583)에 죽었다.

## 글
그의 글은 구체(舊體)를 변화시켜, 구성이 교묘하고 빈틈이 없으며 새로운 뜻이 많았다. 그리고 하나의 글이 나올 때마다 호사가들이 일찌감치 전사(傳寫)해 암송하니, 마침내 중원과 이적들에게까지 두루 퍼졌다. 또한 그는 당시에 유신과 제명(齊名)되어 그들의 글을 ‘서유체(徐庾體)’라고 했으며, 궁체시의 대표 작가이기도 했다. 그의 글들은 수나라의 침략 등 전란으로 인해 대부분이 망실되었으며, 특히 문집 30권은 후인이 ≪예문유취≫와 ≪문원영화(文苑英華)≫ 등에서 일부를 찾아내어 총 6권으로 집일(輯佚)했는데, 청나라 오조의(吳兆宜)가 전주(箋注)해 ≪서효목집전(徐孝穆集箋)≫이라는 형태로 사고전서 속에 남아 있다.

## 같이 보기
- 육조 시대
- 옥대신영